# Federazione Europea di Football Americano
EFAF (Federazione Europea di Football Americano) è stata fino al 2014 l'organismo di gestione del football americano in Europa.
La sua sede era a Francoforte sul Meno in Germania. Tutte le federazioni nazionali europee con più di cinque squadre potevano farne parte.

## Compiti istituzionali
Il suo scopo era quello di promuovere e migliorare il football americano, il flag football e le attività di cheerleading. L'EFAF organizzava competizioni sia per nazionali che per club sotto l'egida della Federazione Internazionale di Football Americano (IFAF).

## Consiglio di amministrazione
- Presidente: Robert Huber
- Senior-Vicepresident: Roope Noronen
- Direttore delle finanze: Michel Daum
- Vicepresidente: Enrique Garcia de Castro
- Direttore delle comunicazioni: Michael Eschlboek
- Direttore Junior Nat. Team Comp.: Dieter Witschi
- Direttore dell'anti-doping: Vittorio De Marchi

## Competizioni
- Eurobowl Torneo annuale per i top team
- EFAF CUP Torneo annuale per team da Spagna, Italia e Austria. Altre federazioni possono iscriversi a discrezione del comitato organizzativo.
- EFAF Challenge Cup Torneo annuale per team di quelle federazioni che sono state fondate da poco e che non possono affrontare l'Eurobowl o l'EFAF CUP.
- Campionato europeo di football americano (Seniors) Campionato bi-annuale per le nazionali delle federazioni socie.
- Campionato Europeo (Juniors) Campionato bi-annuale per le nazionali U19 delle federazioni socie dal 1994 noto come Wilson European Junior championship in co-operazione with con NFL/Wilson.
- All-Star European Junior Teams Amichevoli dimostrative prima del Super Bowl NFL in Nord America
- EuroFlag Campionato Europeo per le nazionali di Flag Football
- Cheerleading Championships Torneo annuale per federazioni nazionali (Cheerleader Associations)

## Federazioni aderenti all'EFAF

### Membri
- American Football Bund Osterreich
- Belarus American Football Federation
- Belgium American Football League
- České Asociace Amerického Fotbalu
- Dansk Amerikansk Fodbold Forbund
- American Football Association of Finland
- Fédération Française de Football Américain
- American Football Verband Deutschland
- British American Football Federation
- Hungarian American Football Federation
- Irish American Football Association
- Federazione Italiana di American Football
- Luxembourger American Football Association
- Norway American Football Federation
- Polski Zwiazek Futbolu Amerykanskiego
- Union of American Football of Russia
- Agrupacion Espanola De Futbol Americano
- Savez Američkog Fudbala Srbije
- Sveriges Amerikanska Fotbollförbund
- Schweizerischer American Football Verband
- Ukrainian Federation of American Football
- Turkish American Football Federation

### Membri associati
- Associatia de Fotbal American din Moldova

### Membri affiliati
- Croatian American Football Association
- Estonian American Football Association
- Dutch Interim American Football Administration
- Portuguese American Football Association
- Romanian American Football Romania
- Slovak American Football Association
- Slovenian American Football Association